# Ánna Benáki-Psaroúda
Pour les articles homonymes, voir Benáki.
Ánna Benáki-Psaroúda  (en grec : Άννα Μπενάκη-Ψαρούδα), née le 12 décembre 1934 à Athènes, est une experte en criminologie et femme politique grecque, membre de la Nouvelle Démocratie.

## Biographie

### Jeunesse
Ánna Benáki-Psaroúda étudie à l'École de droit d'Athènes et poursuit des études supérieures en criminologie à l’université de Bonn, en Allemagne, dans le cadre d'un troisième cycle de droit pénal.

### Carrière professionnelle
Elle enseigne en tant que professeur de droit pénal à l’université d'Athènes depuis 1978. Spécialisée en droit criminel, elle est l'auteur de plusieurs ouvrages sur ce sujet. Rédacteur en chef et éditeur de revues de droit, notamment Chroniques pénales, elle est également vice-présidente de l'Association des avocats de droit pénal.

### Carrière politique
En 1981, elle est élue au Parlement sur la liste des députés de la Nouvelle Démocratie dans la première circonscription d'Athènes. 
Constamment réélue depuis, elle est élue quatrième secrétaire du Parlement en avril 2000.
Elle occupe successivement les postes de ministre de l’Éducation et des affaires religieuses de juillet à octobre 1989, dans le gouvernement Tzannetákis, ainsi que de la Culture pendant quelques jours en juillet 1989. Dans le gouvernement Mitsotákis, elle est vice-ministre, d'avril 1990 à août 1991, puis ministre, d'août 1991 à décembre 1992, de la Culture, enfin ministre de la Justice de décembre 1992 à septembre 1993.

### Présidente du Parlement
Après la victoire de la Nouvelle Démocratie aux élections du 7 mars 2004, Benáki-Psaroúda est élue par 163 voix sur 300 comme présidente du Parlement grec, la première femme à occuper cette fonction.

## Vie privée
Elle est mariée avec l’historien Línos Benákis.